# Thomas Blackaller
Thomas David Blackaller (6 de enero de 1940-7 de septiembre de 1989) fue un deportista estadounidense que compitió en vela en la clase Star.
Ganó seis medallas en el Campeonato Mundial de Star entre los años 1969 y 1980, y una medalla en el Campeonato Europeo de Star de 1974.

## Palmarés internacional
| Campeonato Mundial | Campeonato Mundial             | Campeonato Mundial | Campeonato Mundial |
| Año                | Lugar                          | Medalla            | Clase              |
| ------------------ | ------------------------------ | ------------------ | ------------------ |
| 1969               | San Diego (Estados Unidos)     | Medalla de plata   | Star               |
| 1973               | San Diego (Estados Unidos)     | Medalla de bronce  | Star               |
| 1974               | Laredo (España)                | Medalla de oro     | Star               |
| 1975               | Lago Míchigan (Estados Unidos) | Medalla de plata   | Star               |
| 1978               | San Francisco (Estados Unidos) | Medalla de bronce  | Star               |
| 1980               | Río de Janeiro (Brasil)        | Medalla de oro     | Star               |
| Campeonato Europeo |                                |                    |                    |
| Año                | Lugar                          | Medalla            | Clase              |
| 1974               | Laredo (España)                | Medalla de oro     | Star               |

1. ↑  En algunas ediciones del Campeonato Europeo se permitió la participación de regatistas de otros continentes.